# 俞和
俞和，天津医科大学教授、夏威夷大学癌症中心教授，主要从事肿瘤分子流行病学等方面的研究工作。入选中华人民共和国教育部第七批"长江学者"特聘教授，曾就读于多伦多大学。